# Tavria, Tokmak
Tavria (în ucraineană Таврія) este localitatea de reședință a comunei Tavria din raionul Tokmak, regiunea Zaporijjea, Ucraina.

## Demografie
Componența lingvistică a localității Tavria
     Ucraineană (75%)
     Rusă (23,81%)
     Belarusă (1,19%)
Conform recensământului din 2001, majoritatea populației localității Tavria era vorbitoare de ucraineană (75%), existând în minoritate și vorbitori de rusă (23,81%) și belarusă (1,19%).